# Frederick Whymper
Frederick Whymper (Londra, 20 luglio 1838 – Londra, 26 novembre 1901) è stato un artista ed esploratore inglese.

## Biografia

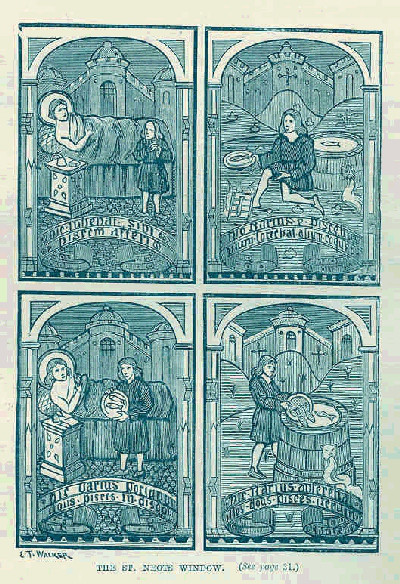
Una vetrata a Eynesbury, Cambridgeshire

Whymper era il figlio primogenito di Elizabeth Whitworth Claridge e Josiah Wood Whymper, un famoso incisore e artista del legno. Il suo fratello più giovane Edward Whymper fu un rinomato alpinista che realizzò la prima scalata del Cervino nel 1865.
In gioventù, Whymper fu un artista di talento che lavorò per produrre incisioni da pubblicare e per avere i suoi paesaggi in mostra alla Royal Academy of Arts a Londra dal 1859 al 1861.
Si recò in viaggio a Victoria nella Columbia Britannica, Canada, nel 1862 e nella regione di Cariboo, sempre nella Columbia Britannica, nell'anno successivo. Nel 1864 si unì ai costruttori di strade dell'area di Bute Inlet partendo poco prima della Guerra Chilcotin.
Molti dei suoi primi viaggi avvenivano mediante battelli a vapore; i suoi disegni includevano i vulcani della Kamčatka e i ghiacciai dell'Alaska. Mentre si trovava nell'estremo Nord, Whymper prestò servizio nella Vancouver Island Exploring Expedition e nella Western Union Telegraph Expedition (1865), trascorrendo l'inverno del 1866 a Nulato, Alaska con W.H. Dall e viaggiando seguendo il fiume Yukon verso Fort Yukon, dove assistette alla prima volta in cui venne issata la bandiera americana nel territorio dell'Alaska.
Nel novembre del 1867, Whymper tornò in Inghilterra dove il suo resoconto dei suoi viaggi, Travel and Adventure in the Territory of Alaska, venne pubblicato nel 1868. Nel 1869 egli tornò ancora negli Stati Uniti, da New York a San Francisco e lavorò nello staff del giornale Alta California. I registri della città lo descrivono come un artista e ingegnere minerario e nel 1871 fu un membro fondatore della San Francisco Art Association. A un certo punto, tornò in Inghilterra, pubblicando The Heroes of the Arctic and their Adventures e The Sea: Its Stirring Story of Adventure, Peril and Heroism, prima della sua morte avvenuta a Londra il 26 novembre 1901 causata da ciò che nel suo necrologio è indicato come "cedimento del cuore, probabilmente a causa di indigestione, favorito da attività sedentarie".
Il Monte Whymper a Nord di Lake Cowichan, è intitolato in suo onore come esploratore pioniere, artista e scrittore.